# Anastasija Abramowa
Anastasija Abramowa (ros. Анастасия Ивановна Абрамова; ur. 1902, zm. 1985) – radziecka balerina, Zasłużony Artysta RFSRR.

## Życiorys
W 1917 ukończyłа Moskiewską Szkołę Choreografii, w latach 1918-1948 tańczyłа w Teatrze Wielkim w Moskwie. występowała w programach koncertowych Kasjana Golejzowskiego .

## Wyróżnienia
Zasłużony Artysta RFSRR (1947) .